# Corrente crítica
Corrente Crítica é uma nova abordagem para gerenciamento de projetos, voltado para a administração de prazos e atividades, baseado na teoria das restrições (TOC).

## Bases teóricas
A teoria das restrições (TOC) foi desenvolvida por E. Goldratt. Ele demonstrou cientificamente que num sistema de processos interdependentes sucessivos o fluxo máximo de produção não consegue ultrapassar o fluxo que atravessa o recurso com menor capacidade -- denominado de gargalo.
Dito de forma mais simples: um sistema é tão forte quanto o mais fraco de seus elos. Baseado nessa afirmativa simples, demonstrou como o gerenciamento do gargalo de um sistema pode apresentar uma base científica, focada e altamente racional para o gerenciamento da produção e em especial o gerenciamento de projetos.

## Procedimento
Atua na quebra dos paradigmas de que todo projeto atrasa e estoura no orçamento. Oferece novos métodos de estimativas de tempo, de enfoque de tarefas, de monitoração do projeto, de viabilidade econômica e de formação da rede de precedência.
A rede de precedência é formada obedecendo às restrições de tempo e recursos, sendo a corrente crítica à seqüência na qual não pode ocorrer nenhum atraso em nenhuma atividade, devendo ser priorizada na administração de tarefas.
Para evitar os atrasos, esta seqüência é protegida por reservas chamadas "pulmões", tanto de recursos como de tempo. O projeto é protegido por um "pulmão de projeto".
Para diversos projetos que utilizam o mesmo recurso, este é considerado como a primeira restrição, sendo protegido também pelo "pulmão de gargalo".

## Resultados
Esta metodologia vem revolucionando o gerenciamento de projetos, atingindo como resultado final redução do tempo de desenvolvimento em de 20 a 50 %, além de manter o escopo e orçamento planejados.